# Chega de Saudade
"Chega de Saudade" é uma canção escrita por Vinicius de Moraes (letra) e por Antonio Carlos Jobim (música), no final dos anos 50 e gravada por diversos artistas, como João Gilberto, Elizeth Cardoso, Angra e Os Cariocas. Esta canção tornou-se um dos símbolos da bossa nova, sendo que a sua gravação por João Gilberto em 10 de julho de 1958, pela gravadora EMI-Odeon, é considerada o marco inicial deste gênero musical. Foi eleita a sexta melhor canção brasileira de todos os tempos pela Rolling Stone Brasil.

## História
Composta em 1956, foi gravada pela primeira vez em abril de 1958, na voz de Elizeth Cardoso, com arranjos de Jobim e acompanhada também pelo violão de João Gilberto, para o disco Canção do Amor Demais, que seria lançado em maio daquele ano pelo selo Festa. Embora esta gravação seja a primeira vez que se ouviria a famosa batida de João no violão - que caracterizaria a bossa nova -, o violonista acabaria não sendo creditado no lançamento original.
Alguns meses depois, a canção recebeu novas versões: primeiro pelo conjunto Os Cariocas, no álbum O Melhor de... Os Cariocas lançado pela gravadora Columbia, e, finalmente, por João Gilberto, num single lançado pela EMI-Odeon em agosto daquele ano e que tinha, no lado B, a música Bim Bom, de autoria do cantor. A versão de João tornar-se-ia muito famosa devido ao seu modo de cantar e pela sua batida no violão, sendo que a sua gravação em 10 de julho de 1958 ficaria reconhecida como o marco inicial da bossa nova.

## Faixas
| N.º | Título             | Compositor(es)                            | Duração |  |
| 1.  | "Chega de Saudade" | Antônio Carlos Jobim / Vinicius de Moraes | 2:01    |  |
| 2.  | "Bim Bom"          | João Gilberto                             | 1:16    |  |

## Créditos
Créditos dados pela página oficial de Tom Jobim.
- João Gilberto — vocal, violão
- Milton Banana — percussão

## Regravações notáveis
- O próprio Jobim cantou e tocou piano em «Chega de Saudade» no seu álbum Inédito em 1987. O filho dele tocou bateria e a esposa e filha dele cantou também na gravação.[7]
- Quincy Jones gravou uma versão para seu álbum Big Band Bossa Nova em 1962.[8]
- Linda Lavin gravou uma versão em inglês sob o título «No More Blues» no seu álbum Love Notes em 2020.[9]